# Little Loomhouse

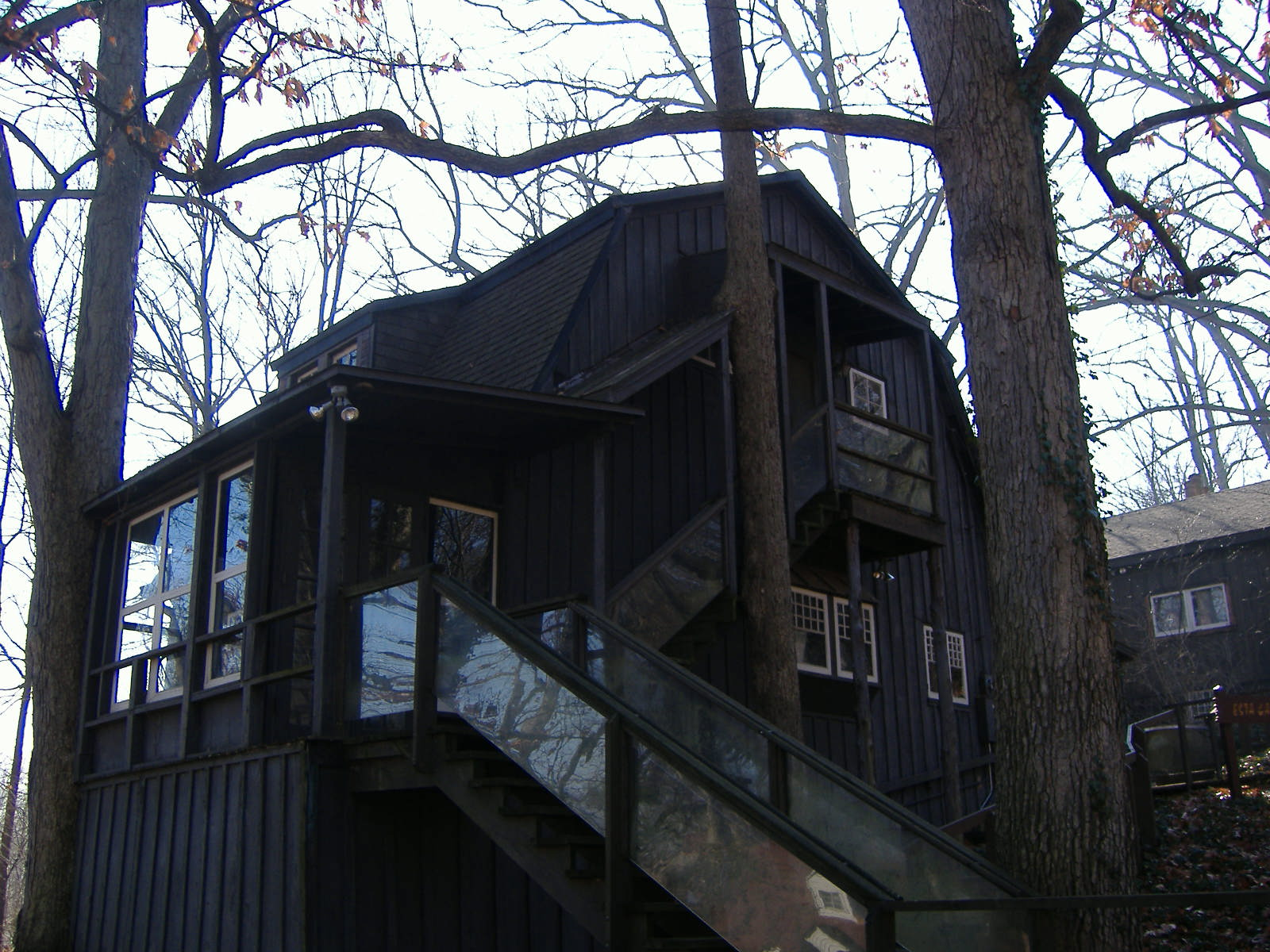
Cabanon Esta

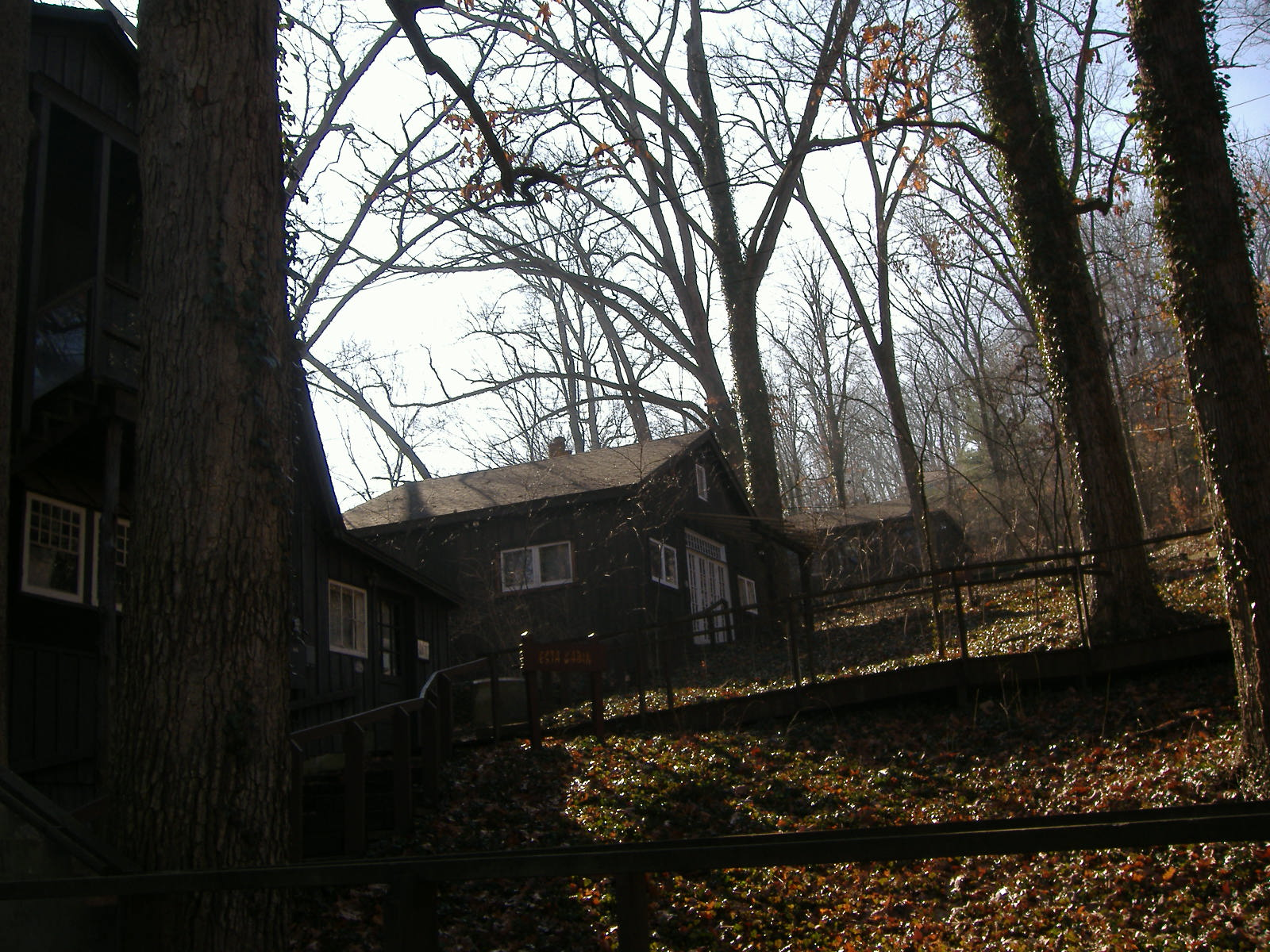
Les trois cabanons

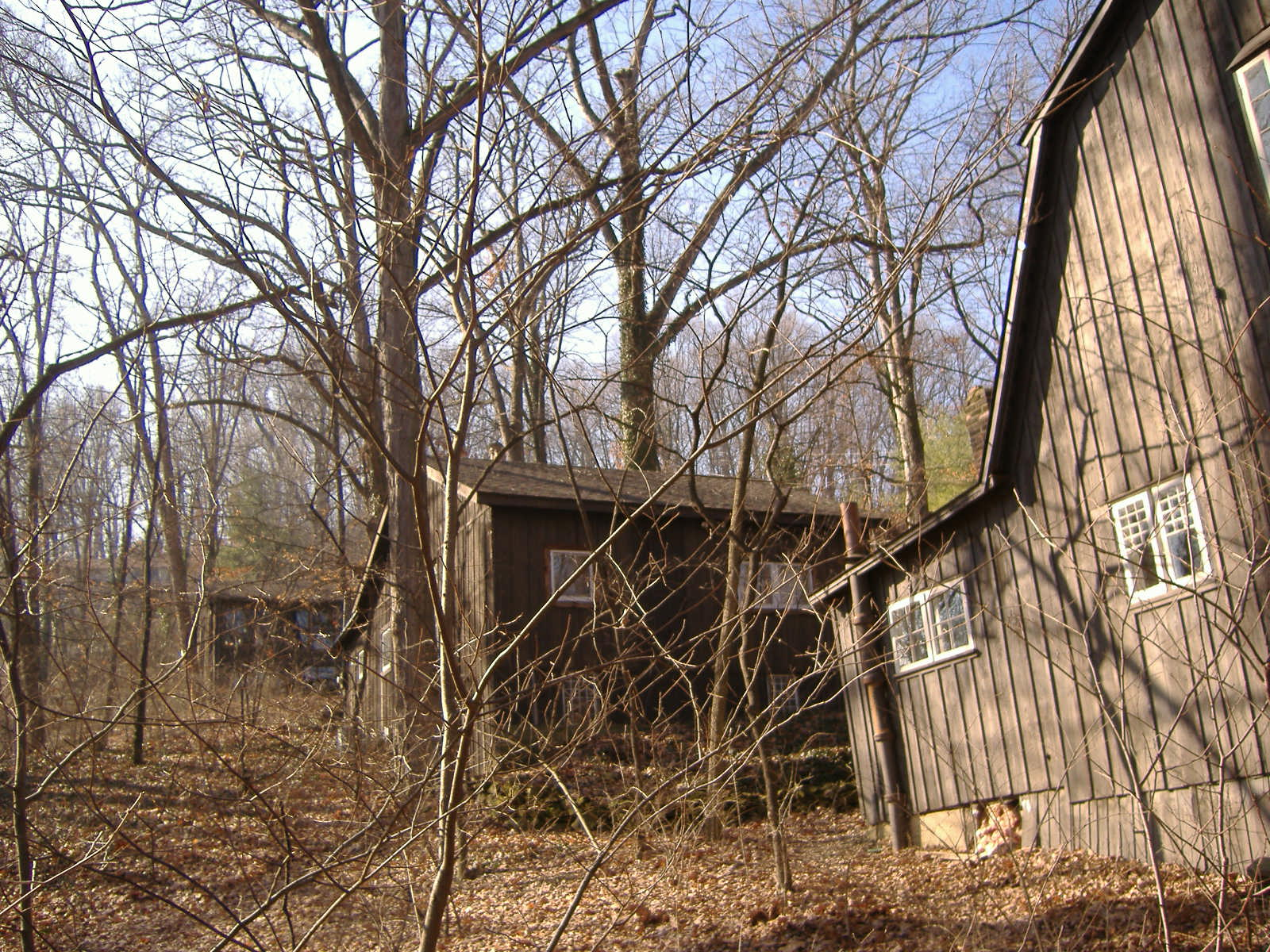
Face arrière des trois cabanons

La Little Loomhouse est une maison classée depuis 1975 dans le Registre national des lieux historiques au sud de Louisville (Kentucky) aux États-Unis.
Le lieu est composé de trois cabanons en bois datant de l'époque victorienne dans les années 1800. Leurs noms sont Esta Cabin, Tophouse, et Wisteria Cabin. Les bâtiments abritent une importante collections de modèles de tissus originaux des États-Unis. Le lieu fut en effet longtemps utilisé pour accueillir des métiers à tisser.
L'Esta Cabin est l'habitation où la célèbre chanson Joyeux Anniversaire (Happy birthday to you) a été chantée, pour la première fois. Le cabanon fut construit par Beoni Figg en 1870 en tant que bureau pour des activités du commerce du charbon, du bois et de carrières. Il fut ensuite agrandi de deux pièces.
En 1939, Lou Tate acheta le cabanon et resta dans cette propriété jusqu'à sa mort en 1979.
La Tophouse fut construite en tant que maison d'été de Sam Stone Bush en 1896. Il fut fait avec du bois de chênes provenant de la colline proche. Il fut également acheté par Lou Tate en 1939. À partir de ce moment, il fut utilisé pour des métiers à tisser et fut loué à des familles de travailleurs.
Wisteria est un bureau et un magasin de souvenirs. Construite en 1895 il faillit être détruit et resta longtemps abandonné. En 1986, une cérémonie de restauration fut faite.
Durant de nombreuses années, la Loomhouse vendit des petites tables portables dessinées par la première dame des États-Unis Lou Henry Hoover, la femme du président Herbert Hoover. En 2007, les cabanons se détérioraient. Le lieu est ouvert du mardi au jeudi et le troisième jour du mois sauf certains jours fériés.